# Страна слепых (рассказ)
«Страна слепых» — рассказ английского писателя Герберта Уэллса. Впервые он был опубликован в апрельском номере журнала The Strand Magazine за 1904 год и включён в сборник рассказов Уэллса 1911 года «Страна слепых и другие рассказы». Это один из самых известных рассказов Уэллса, занимающий видное место в литературе, посвящённой слепоте.
Позже Уэллс переработал рассказ, и его расширенная версия была впервые опубликована английской частной типографией 'Golden Cockerel Press' в 1939 году.

## Сюжет
Пытаясь подняться на непокоренный гребень Параскотопетля (вымышленная гора в Эквадоре), альпинист по имени Нуньес поскользнулся и упал с дальнего склона горы. В конце спуска по снежному склону в тени горы он находит долину, со всех сторон отрезанную от остального мира крутыми пропастями. Эта долина была убежищем для поселенцев, спасавшихся от тирании испанских правителей. В давние годы землетрясение изменило окружающие горы, навсегда отрезав долину от будущих исследователей. Изолированное сообщество процветало на протяжении многих лет, несмотря на болезнь, поразившую их на раннем этапе существования поселения, в результате которой все новорожденные ослепли. Годы шли, зрячие жители постепенно умирали от старости, оставшиеся чувства более молодых жителей долины обострялись, и к тому времени, когда последний зрячий житель деревни умер, община полностью приспособилась к жизни без зрения.
Нуньес спускается в долину и находит необычную деревню с домами без окон и сетью тропинок, окаймленных бордюрами. Обнаружив, что все слепы, Нуньес начинает повторять про себя пословицу: «В стране слепых одноглазый — король». Он думает, что может учить их и управлять ими, но у жителей деревни нет понятия зрения, и они не понимают его попыток объяснить им это пятое чувство. Разочарованный, Нуньес злится, но жители деревни успокаивают его, и он неохотно подчиняется их образу жизни, потому что возвращение во внешний мир кажется невозможным.
Нуньесу поручают работать на жителя деревни по имени Якоб. Его привлекает младшая дочь Якоба, Медина-Сароте. Нуньес и Медина-Сароте вскоре влюбляются друг в друга, и, завоевав ее доверие, Нуньес медленно начинает пытаться объяснить ей зрение. Медина-Сароте, однако, просто отвергает это как выдумку. Когда Нуньес просит ее руки и сердца, деревенские старейшины отвергают его из-за его «нестабильной» одержимости «зрением». Деревенский врач предлагает удалить глаза Нуньеса, утверждая, что они больны и «сильно распухли» и из-за этого «его мозг находится в состоянии постоянного раздражения и рассеянности». Нуньес неохотно соглашается на операцию из-за своей любви к Медина-Сароте. Однако на рассвете дня операции, когда все жители деревни спят, Нуньес, несостоявшийся Король Слепых, отправляется в горы (без провизии и снаряжения), надеясь найти проход во внешний мир, и сбежать из долины.
В оригинальной версии рассказа Нуньес взбирается высоко в окружающие горы, пока не наступает ночь, и он отдыхает, ослабев от порезов и синяков, но счастлив, что сбежал из долины. Его судьба не раскрывается. В исправленной и расширенной версии 1939 года Нуньес издалека видит, что вот-вот произойдет обвал. Он пытается предупредить жителей деревни, но они снова насмехаются над его «воображаемым» взглядом. Он бежит из долины во время оползня, взяв с собой Медину-Сароте.

## Радиопостановки, фильмы
Было выпущено несколько радиоадаптаций рассказа.
- Было подготовлено несколько радиоадаптаций этой истории. Впервые рассказ на радио дебютировал 26 ноября 1947 года в передаче Escape[англ.] своей адаптации с Уильямом Конрадом в главной роли, в которой была другая концовка, в которой Нуньес в одиночку сбегает из Долины (и, таким образом, может рассказать историю от лица персонажа), но в процессе побега ослепает снегами высокогорья. На следующий год в этой же передаче 20 июня 1948 года вышла в эфир радиопостановка с Полом Фрисом[англ.] в главной роли (о изменениях в сюжете неизвестно). В 1954, 1957 и 1959 годах в передаче CBS Radio Mystery Theater[англ.] ретранслировали эту версию. 7 мая 1979 года CBS Radio Mystery Theater выпустила в эфир ещё одну радиоадаптацию. Эпизод назывался «В поисках Эдема» (эпизод 977), и имена главных героев были изменены — Нуньес был переименован в Карлоса, а Медина-Сароте была переименована в Еву. BBC объединила рассказ Уэллса с двумя другими для дополнительного выпуска BBC Radio 4 под названием «Дверь в стене», также с изюминкой в конце, в которой рассказчик раскрывает себя как главного героя рассказа[3].
- Телепередача, написанная Фрэнком Габриэльсеном, была спродюсирована в 1962 году для телесериала «The DuPont Show of the Week». Часовой эпизод назывался «Самый богатый человек в Боготе» и вышел в эфир 17 июня 1962 года. В нем снялись Ли Марвин в роли Хуана де Нуньеса и Мириам Колон[англ.] в роли «Марины» (а не Медины-Сароте, как в оригинальной истории). В этой истории раскрывается, что что-то в воде долины вызвало слепоту жителей. В конце эпизода показано, что Хуан де Нуньес теперь тоже слеп.
- Российская студия «Союзмультфильм» в 1995 году сняла бессловесную 19-минутную анимационную экранизацию фильма под названием «Страна слепых»[4].
- Тема о том, как главный герой заблудился в мире слепых, была использована в малаяламском фильме 1997 года «Гуру[англ.]» с Моханлалом в главной роли.
- Композитор Марк-Энтони Тёрнедж в 1997 году завершил камерную оперу по мотивам этой истории.
- Сценическая постановка была написана Фрэнком Хиггинсом и Марком Эвансом; единственная постановка на сегодняшний день состоялась в театре Coterie в Канзас-Сити, штат Миссури, в 2006 году.
- Аудиоверсия «Страны слепых» была опубликована на индийском языке малаялам[5].